# La última carta de amor
La última carta de amor (título original:The Last Letter from Your Lover) es una película de drama romántico británica dirigida por Augustine Frizzell. El film es una historia de amor de doble narrativa ambientada entre Londres y la Riviera, en la actualidad y la década de 1960, basada en la novela romántica del mismo nombre de Jojo Moyes, una historia que vendió tres millones de ejemplares y fue traducida a treinta y tres lenguas. Está protagonizada por Shailene Woodley, Felicity Jones y Callum Turner.
Se estrenó en la plataforma de streaming Netflix el 23 de julio de 2021. Tiene una extensión de 110 minutos.

## Argumento
La última carta de amor gira en torno a dos historias entretejidas, ambientadas en el presente y el pasado. El personaje principal es Ellie Haworth (Felicity Jones), una ambiciosa periodista que descubre un valioso puñado de cartas secretas de 1965 y decide desentrañar el misterio del romance prohibido que contienen. A medida que Ellie va descubriendo la historia de Jennifer Stirling (Shailene Woodley), esposa de un rico empresario, y Anthony O’Hare (Callum Turner), el periodista de economía que cubre las noticias relacionadas con él, va despuntando una historia de amor protagonizada por la propia Ellie y el archivista adorable y formal (Nabhaan Rizwan), que la ayuda a dar con más cartas.

## Elenco
- Felicity Jones como Ellie Haworth, una joven periodista que descubre una serie de cartas de amor en los archivos del Londres actual.
- Shailene Woodley como Jennifer Stirling, quien pierde la memoria después de un accidente automovilístico en la década de 1960.
  - Diana Kent como Jennifer Stirling mayor.
- Callum Turner como Anthony O'Hare, una tercera figura en la relación entre Stirling y Laurence en la década de 1960.
  - Ben Cross como Anthony O'Hare mayor.[7]
- Nabhaan Rizwan
- Joe Alwyn como Laurence Stirling, el esposo de Jennifer Stirling en la década de 1960.
- Ncuti Gatwa

## Producción
En agosto de 2019 se anunció que Augustine Frizzell dirigiría la película y que la adaptación de la novela de Jojo Moyes estaba a cargo de Nick Payne. Posteriormente se comunicó que el rodaje de la película estaba programado para comenzar el 14 de octubre de 2019 en Mallorca, Formentor recrea los escenarios de la trama que transcurren en la Riviera.
La producción está a cargo de Graham Broadbent y Peter Czernin de Blueprint Pictures  junto con Simone Urdl y Jennifer Weiss de The Film Farm. Coproducida por Studiocanal, Blueprint Pictures y Film Farm Production, con la participación de Canal + y Ciné +.
Felicity Jones y Shailene Woodley fueron anunciadas para protagonizar, además de desempeñarse como productoras ejecutivas.

### Rodaje
Luego de la fotografía principal en Mallorca, la producción se trasladó al Reino Unido y finalizó después de cuarenta y cinco días, el 15 de diciembre de 2019.

### Banda sonora
El sencillo Cherry Flavored Stomach Ache de la banda Haim forma parte de la banda sonora y musicaliza el tráiler.

## Estreno
La película estuvo programada para ser lanzada en Netflix en 2021, en todos los territorios excepto Francia, Alemania, Australia, Nueva Zelanda y Escandinavia, donde StudioCanal y Svensk harán la distribución en cines. Su estreno se produjo el 23 de julio de 2021 para el mercado hispanohablante.